# Longitarsus acutipennis
Longitarsus acutipennis är en skalbaggsart som beskrevs av Willis Blatchley 1924. Longitarsus acutipennis ingår i släktet Longitarsus och familjen bladbaggar. Inga underarter finns listade i Catalogue of Life.